# Enzo Sellerio
Enzo Sellerio (Palermo, 25 febbraio 1924 – Palermo, 22 febbraio 2012) è stato un editore e fotografo italiano.

## Biografia
Enzo Sellerio nasce a Palermo nel febbraio del 1924. Il padre, Antonio Sellerio, è ordinario di Fisica tecnica alla Facoltà di Ingegneria, la madre, Olga Andres, natia di Hrodna in Bielorussia è insegnante di lingua russa all'Università degli Studi di Palermo.
Laureato in Giurisprudenza nel 1944, nel 1947 viene nominato assistente di Istituzioni di Diritto Pubblico alla Facoltà di Economia e Commercio, incarico che lo vincolerà a Palermo per molti anni ma con poco entusiasmo, perché nel frattempo ha scoperto la fotografia. Dopo una breve esperienza giornalistica, nel 1952, sollecitato dall'amico Bruno Caruso, partecipa a un concorso fotografico regionale, vince il primo premio, 50.000 lire, e decide di affrontare la fotografia in modo quasi professionale; in quello stesso anno le sue prime fotografie vengono pubblicate sulla rivista Sicilia un periodico quadrimestrale di livello europeo, ideato dall'amico Caruso ed edito da Salvatore Fausto Flaccovio-Palermo.
Nel 1955 realizza il suo primo reportage, Borgo di Dio, pubblicato nei fotodocumentari di Cinema nuovo e considerato oggi uno dei capolavori della fotografia neorealista in Italia. Contemporaneamente alla sua affermazione come reporter, si tengono le prime personali: a Roma, nel 1956, alla Galleria dell'Obelisco, nel 1957 alla Galleria la Bussola di Torino e nel 1960, su invito di Lamberto Vitali, alla Triennale di Milano. Seguono le collaborazioni con alcuni periodici nazionali degli anni Cinquanta e Sessanta, tra i quali il mitico Il Mondo di Mario Pannunzio.
Nel 1959, l'editore Salvatore Fausto Flaccovio, che stava lavorando alla pubblicazione del volume di Kitzinger "I Mosaici di Monreale", in lingua italiana e in inglese, dietro suggerimento del pittore e amico Bruno Caruso, propone a Enzo Sellerio, che accetta (anche in vista della scarsa offerta di incarichi di tipo fotogiornalistico in Sicilia), di effettuare le riprese fotografiche, pressoché integrali,  dei mosaici di Monreale.
È così che Enzo Sellerio trascorre buona parte dell'anno arrampicato sui ponteggi del Duomo di Monreale, lavoro che lui definì il suo "servizio militare".
Nel 1961 la rivista svizzera du gli commissiona un servizio su Palermo per un numero monografico dedicato alla città e nel numero di Natale del 1962 un altro ampio reportage sui paesi dell'Etna.
La collaborazione con la rivista svizzera du gli apre le porte della fotografia internazionale. Nel 1962 viene chiamato a far parte dell'EMP (European Magazine Photographers), un'associazione per la promozione della buona fotografia, luogo di grandi incontri, ma di breve vita, che aveva sede a Colonia e raccoglieva alcuni tra i migliori fotografi d'Europa.
Nello stesso anno è invitato dalla neonata ZDF, la rete nazionale della televisione tedesca, a partecipare a un film sulla Germania, tratto dalle fotografie di Hiroshi Hamaya, Will McBride e dello stesso Sellerio.
Nel 1962 ha inizio la sua collaborazione con Vogue come free-lance con brevi soggiorni, prima a Parigi, poi nel 1965 e nel 1966 a New York, dove riceve anche un incarico dalla rivista 'Fortune. Per Vogue o per proprio conto, fotografa in quegli anni una serie di artisti e di intellettuali come Arthur Miller, Christo, Saul Steinberg ed altri protagonisti della vita culturale dell'epoca.
Nel 1967 comincia a occuparsi di editoria collaborando a una collana di testi siciliani promossa dall'Assemblea regionale siciliana, per la quale cura, nel 1968, insieme a Gioacchino Lanza Tomasi, autore dei testi, una serie di supplementi per la rivista Cronache Parlamentari, dedicati alle sedi del potere ecclesiastico e secolare. 
Vengono successivamente riuniti in un volume, pubblicato in proprio sotto il titolo di Castelli e monasteri siciliani. Grazie a
questo libro Sellerio decide di occuparsi definitivamente di editoria. L'anno seguente fonda – insieme alla moglie Elvira Giorgianni – la “Sellerio editore” per la quale cura la progettazione dei libri d'arte e la grafica di tutte le collane. Nel 1983 la casa editrice si suddivide in due entità distinte che mantengono lo stesso nome: una pubblica saggistica e narrativa, l'altra volumi di arte e fotografia.
Ulteriore aspetto della sua personalità è lo spirito collezionistico che lo porta a raccogliere e conservare importanti testimonianze dell'arte popolare e della vita quotidiana, più volte oggetto di pubblicazioni e di mostre da lui curate. Malgrado il suo progressivo distacco dalla fotografia militante, Sellerio ha mantenuto sempre rapporti con l'ambiente fotografico siciliano e la sua attiva presenza è stata determinante. Avendo accolto da fotografo i giovani di talento nel suo studio, da editore ha continuato ad aiutarli pubblicando in volume le loro fotografie.
Dopo un trentennio di assenza dall'attività di fotografo, all'inizio del 2006 accetta con spirito di sfida la commissione da parte del settimanale Lo Specchio de La Stampa, di un servizio sullo ZEN, quartiere emblematico delle contraddizioni di Palermo, e pochi mesi dopo realizza per la Fondazione Banco di Sicilia una serie di fotografie d'interni dell'antica sede del Monte di Pietà a Palazzo Branciforte.
Muore a Palermo nel 2012, all'età di 87 anni.